# Arbutus occidentalis
Arbutus occidentalis est une espèce de petits arbres de la famille des éricacées, endémique du Mexique. On ne le trouve que dans quelques régions de l'ouest du Mexique, où il pousse sur des pentes rocheuses. Il produit des baies rouges comestibles, précieuses pour la faune.

## Distribution
Cette plante vit dans les montagnes depuis l'État de Chihuahua au nord jusqu'à celui d'Oaxaca,, au sud. On la trouve dans les pinèdes, y compris au sommet  des falaises et sur les pentes rocheuses les plus abruptes.